# Pod kopułą (serial telewizyjny)
Pod kopułą (ang. Under the Dome) – amerykański serial sf z elementami dramatu i thrillera, emitowany od 24 czerwca 2013 przez telewizję CBS. Został on opracowany przez Briana K. Vaughana na podstawie powieści o tym samym tytule autorstwa Stephena Kinga. W Polsce serial miał premierę 13 stycznia 2014 na kanale Canal+ Film. Premiera drugiej serii w Stanach Zjednoczonych odbyła się 30 czerwca 2014 roku. Finałowy odcinek został wyemitowany 22 września 2014 roku.

10 października 2014 roku stacja CBS zamówiła 3 sezon serialu

31 sierpnia 2015 roku, stacja CBS ogłosiła zakończenie produkcji serialu po 3 sezonie Serial doczekał się wydania na DVD. Polskie wydanie pierwszego sezonu ukazało się 29 stycznia 2016.

## Opis fabuły
Na miasteczko Chester’s Mill spada niewidzialna, niezniszczalna kopuła, odgradzająca je od reszty świata. Mieszkańcy muszą radzić sobie bez pomocy osób z zewnątrz.

## Postacie pierwszoplanowe
- Dale „Barbie” Barbara – weteran wojenny odwiedzający Chester’s Mill. Pochodzi z Zenith. Jako trzeci użył przejścia prowadzącego na zewnątrz Kopuły i odkrył wejście do jej środka.
- Julia Shumway – miejscowa dziennikarka. Po śmierci męża związała się z Barbiem.
- James „Duży Jim” Rennie – radny Chester’s Mill. Kilkukrotnie próbował objąć władzę w mieście. Przekonany, że jest w jakiś sposób związany z Kopułą.
- James „Junior” Rennie – syn Dużego Jima, później funkcjonariusz policji.
- Angie McAllister – kelnerka, siostra Joego.
- Linda Esquivel – policjantka, po śmierci Duke’a Perkinsa zajęła stanowisko szeryfa Chester’s Mill.
- Joe McAllister – brat Angie, jako jeden z pierwszych był w stanie kontaktować się z Kopułą. Chłopak Norrie.
- Elinore „Norrie” Calvert-Hill – dziewczyna Joego. Ma dwie matki: lekarkę Alice Calvert i Carolyn Hill.
- Phil Bushey – początkowo pracownik rozgłośni radiowej, później policjant
- Sam Verdreaux – ratownik medyczny, wujek Juniora Rennie.

## Obsada

### Główna obsada
- Mike Vogel jako Dale „Barbie” Barbara
- Rachelle Lefèvre jako Julia Shumway
- Natalie Martinez jako szeryf Linda Esquivel
- Brittany Robertson jako Angie McAlister
- Alexander Koch jako Junior Rennie
- Colin Ford jako Joe McAlister
- Mackenzie Lintz jako Norrie Calvert-Hill
- Nicholas Strong jako Phil Bushey
- Jolene Purdy jako Dodee Weaver
- Aiha Hinds jako Carolyn Hill
- Jeff Fahey jako Howard „Duke” Perkins
- Dean Norris jako James „Big Jim” Rennie
- Kylie Bunbury jako Eva[6]
- Eriq La Salle jako Hektor Martin, szef firmy energetycznej[7]

### Obsada drugoplanowa
- Samantha Mathis jako Alice Calvert
- Beth Broderick jako Rose Twitchell
- Leon Rippy jako Ollie
- Kevin Sizemore jako Paul Randolph
- Dale Raoul jako Andrea Grinell
- R. Keith Harris jako Peter Shumway
- Josh Carter jako Rusty Denton
- John Elvis jako Ben Drake
- Ned Bellamy jako Rev. Lester Coggins
- Brett Cullen jako Don Barbara, ojciec Barbiego[8]

## Odcinki
| Seria | Seria | Odcinki | Oryginalna emisja | Oryginalna emisja | Oryginalna emisja | Oryginalna emisja |
| Seria | Seria | Odcinki | Premiera serii    | Finał serii       | Premiera serii    | Finał serii       |
| ----- | ----- | ------- | ----------------- | ----------------- | ----------------- | ----------------- |
|       | 1     | 13      | 24 czerwca 2013   | 16 września 2013  | 13 stycznia 2014  | 7 kwietnia 2014   |
|       | 2     | 13      | 30 czerwca 2014   | 22 września 2014  | 14 maja 2015      | 25 czerwca 2015   |
|       | 3     | 13      | 25 czerwca 2015   | 10 września 2015  | 10 stycznia 2016  | 21 lutego 2016    |